# Mosaïque du triomphe de Neptune et les quatre Saisons de La Chebba
La mosaïque du triomphe de Neptune et les quatre Saisons est une mosaïque romaine datée du IIe siècle et découverte sur le site de La Chebba. Elle est conservée au musée national du Bardo dont elle constitue l'une de ses pièces maîtresses en raison de son remarquable état de conservation et de la finesse de son exécution.

## Histoire et localisation
La mosaïque[source insuffisante] fait partie des principales pièces exposées au musée national du Bardo.
Le site est situé à 10 km au sud de Mahdia d'El Alia, au Sahel,.
Il s'agit d'un pavement d'atrium dégagé lors de fouilles d'une villa située en bord de mer par D. Novak et A. Epinat en 1902. La mosaïque était dans une salle à colonnes carrée et de 5,50 m de côté.
La mosaïque a été datée de la fin du règne d'Antonin le Pieux.

## Description

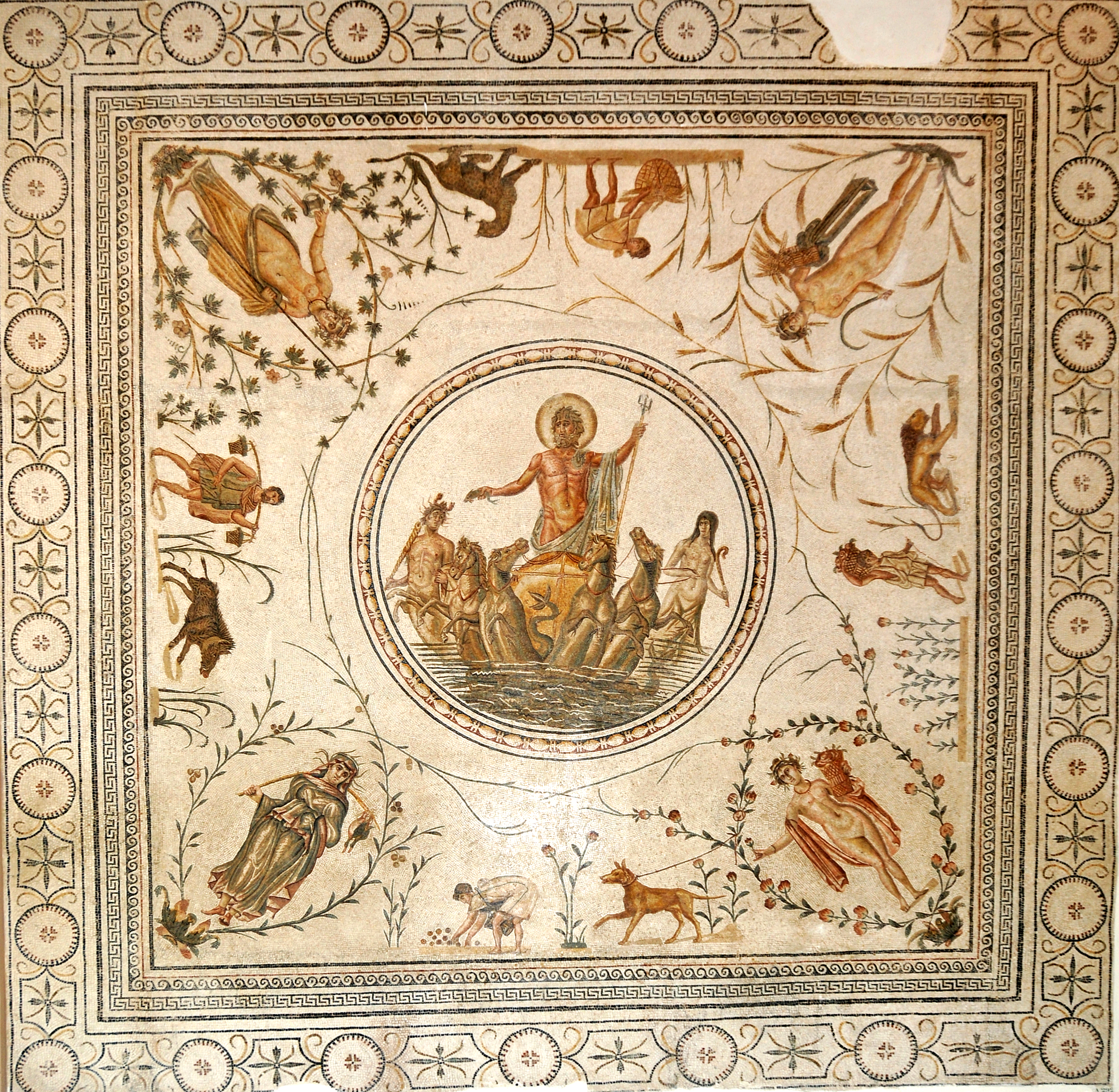
Vue générale de la mosaïque.

Dès la découverte, l'œuvre a été considérée par Stéphane Gsell « d'une parfaite conservation et d'un excellent style ».

### Personnage central
Au centre de l'œuvre figure, dans un médaillon, Neptune la tête nimbée et monté sur un quadrige traîné par quatre hippocampes. Il est presque nu et dans la force de l'âge, muni d'une chevelure et d'une barbe fournie. Le dieu est musclé.
La divinité tient un trident et un poisson, un petit dauphin.
Le quadrige est conduit par un Triton et une Néréide, à demi dans l'eau.

### Saisons
Les saisons sont représentées de manière chronologique.
Aux quatre angles figurent, sous des berceaux de feuillages variés et des « médaillons ovales », quatre figures féminines symbolisant les saisons : l'âge, les vêtements et leurs attributs sont différents. Le printemps est figuré par une « adolescente presque nue », l'été est représenté par une jeune fille nue. Une jeune femme drapée représente l'automne et l'hiver est figuré par une vieille femme couverte. Des tiges de plantes entourent les personnifications des Saisons.

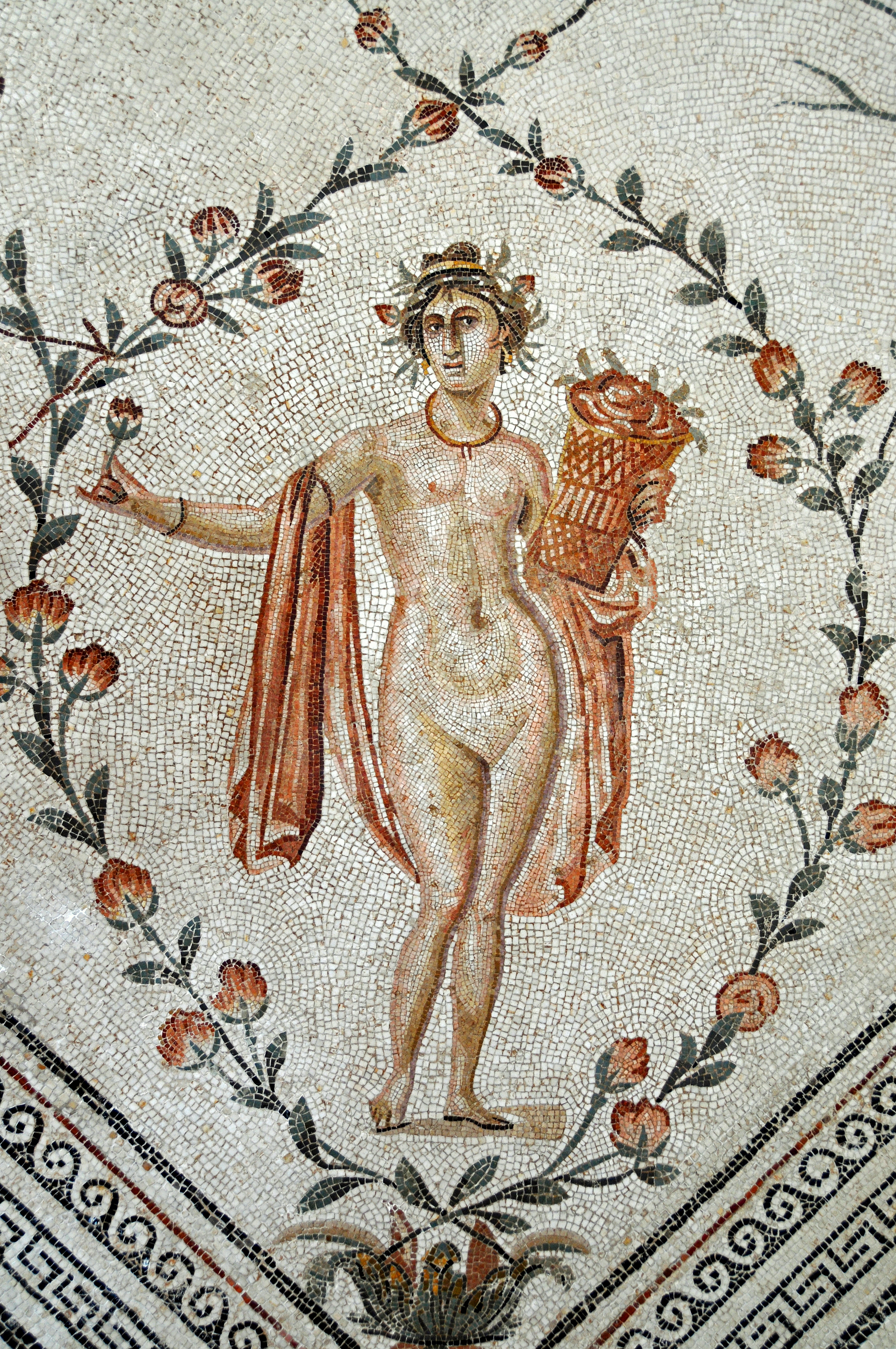
Le Printemps.
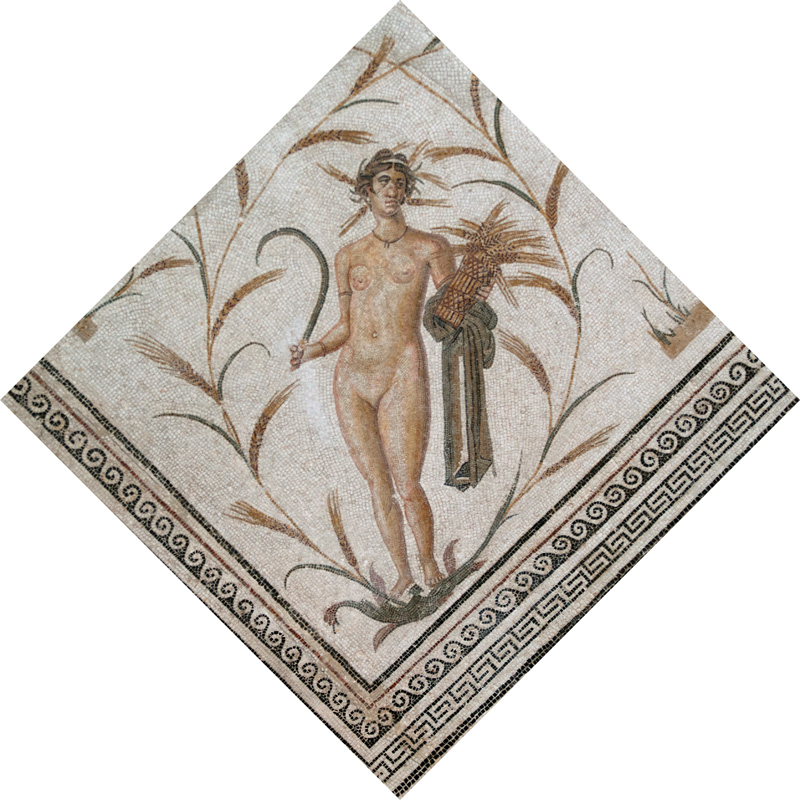
L’Été.
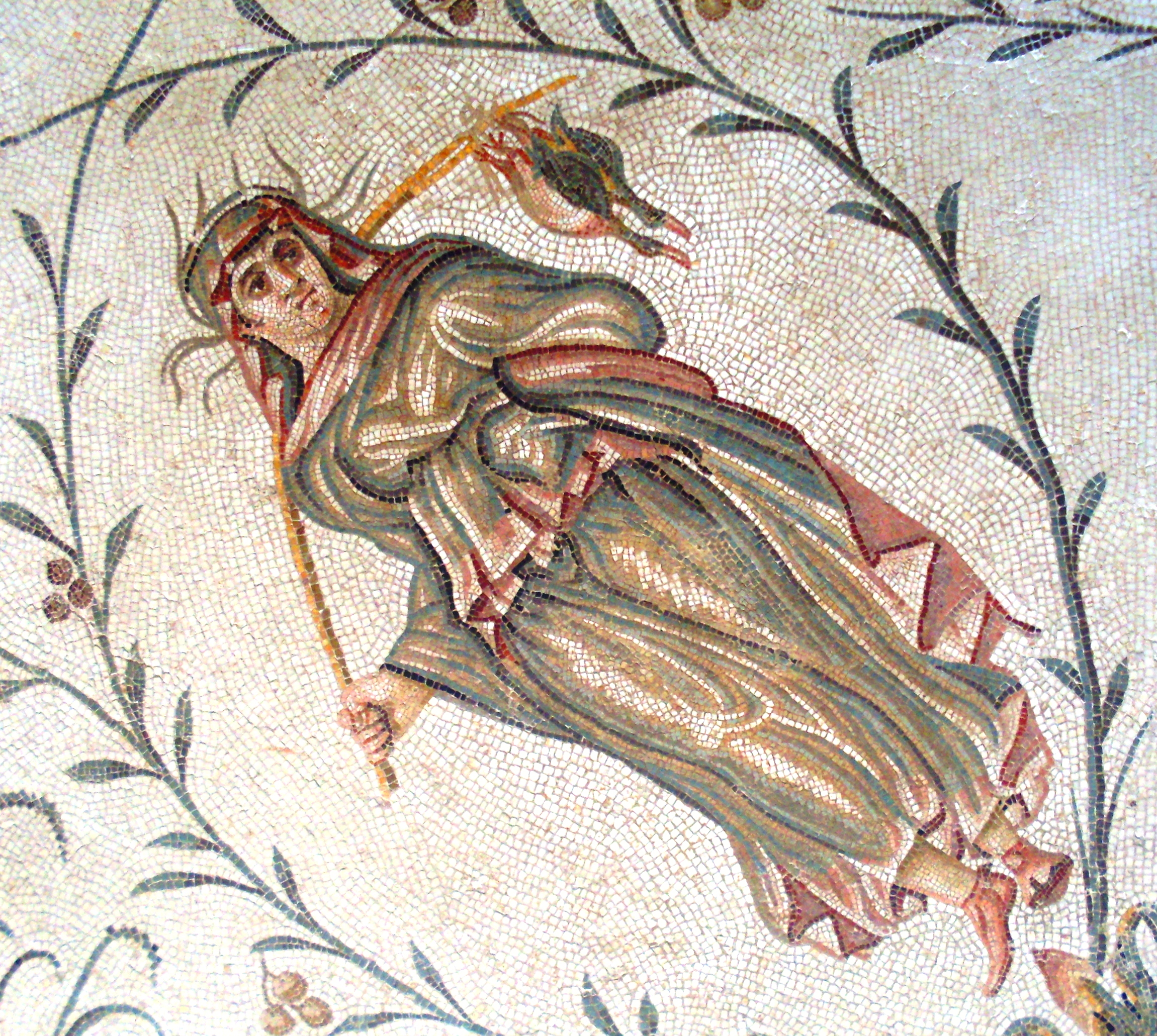
L’Hiver.

### Autres scènes
En liaison avec les Saisons sont figurés également des quadrupèdes, « animaux emblématiques », et des serviteurs qui accomplissent des travaux agricoles : le cycle agricole tout entier est représenté.
Les animaux représentés sont un « lévrier pour le printemps, [un] lion pour l'été, [une] panthère (…) pour l'automne, [et un] sanglier pour l'hiver ».

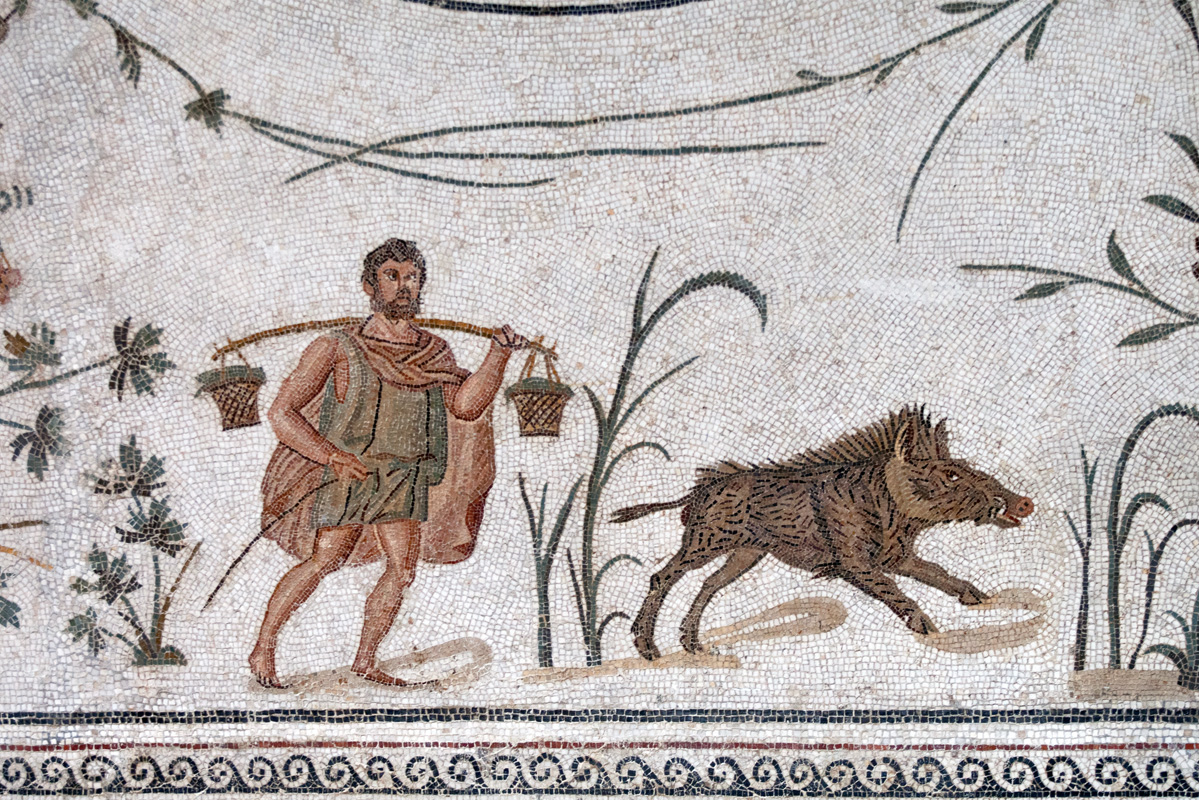
Scène hivernale et sanglier.
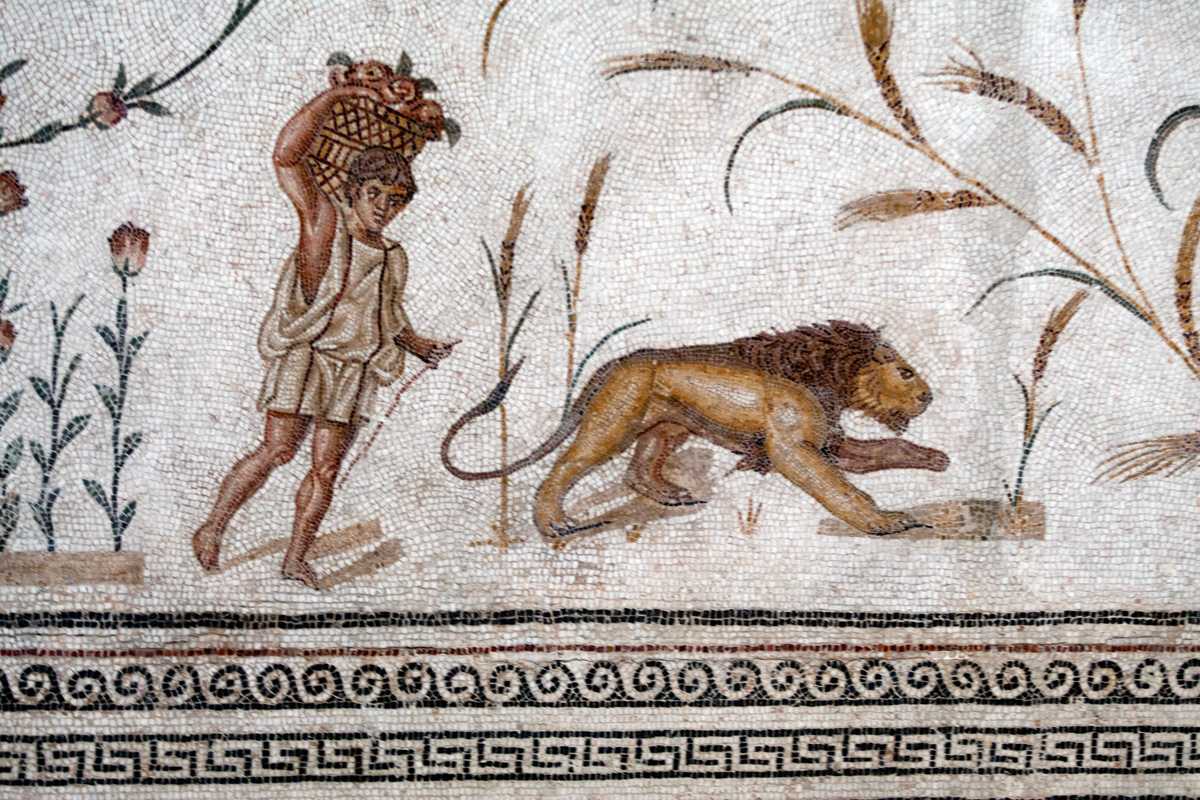
Scène estivale et lion.
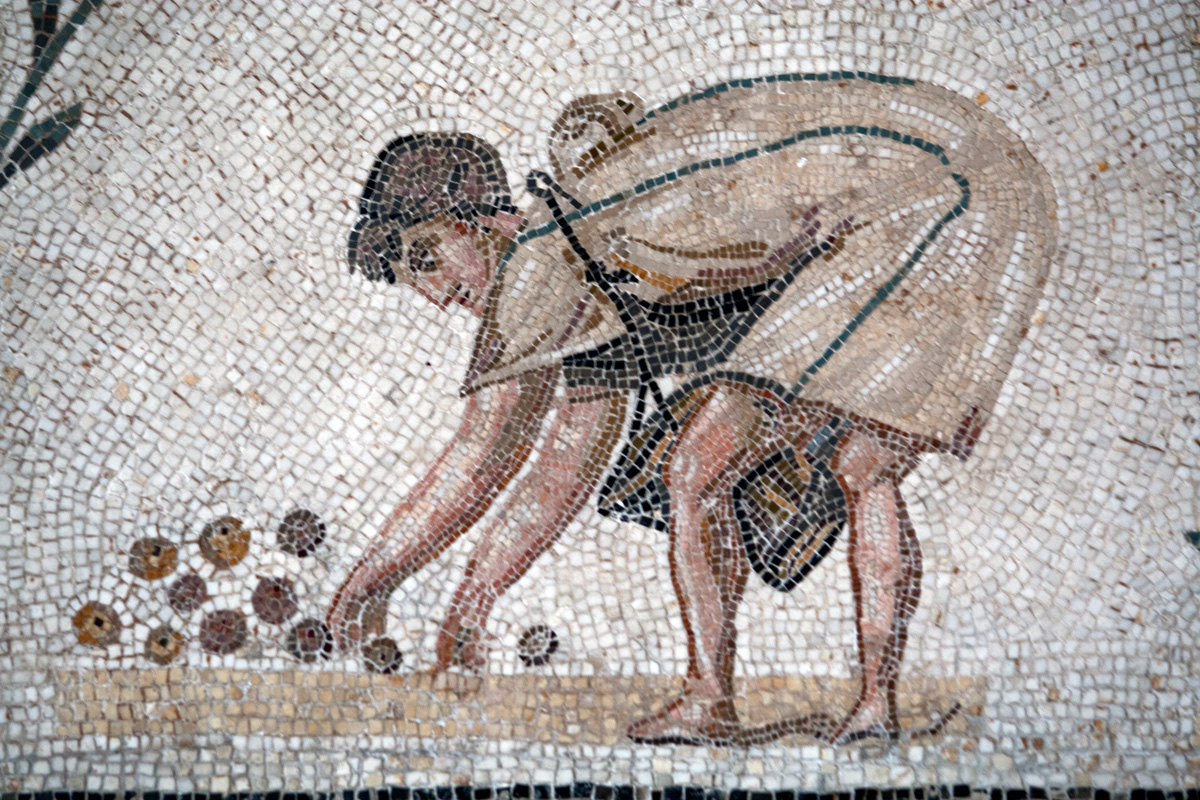
Scène printanière (plantation), lévrier sur la droite, absent de la photo.

## Interprétation

### Interprétation locale d'une oeuvre hellénistique
La seconde moitié du IIe siècle est l'époque de « la floraison de la mosaïque africaine », basée sur un modèle hellénistique mais avec une déclinaison locale et des innovations.
Selon Yacoub, la mosaïque trouve son inspiration dans une peinture de voûte, et c'est « un chef-d’œuvre de composition solide et de science anatomique ».
La mosaïque de La Chebba constitue « un groupe homogène » avec la mosaïque d'Acholla représentant la même divinité et les œuvres découvertes dans la maison de la procession dionysiaque d'El Jem.

### Association originale
Pour la classe sociale des riches propriétaires, le recours aux divinités marines et la représentation des travaux des champs était naturelle, il s'agissait des sources essentielles de revenus qu'étaient l'agriculture et le commerce maritime. Neptune est la divinité fécondatrice de la nature dans le tableau et de l'abondance.
Les représentations des saisons sont fréquentes dans divers types d'œuvre sont particulièrement nombreuses en Afrique romaine.
L'association de la divinité marine et des Saisons est « inhabituelle » : Neptune devient ainsi celui qui commande non seulement aux océans mais aussi aux rivières et fleuves, et est donc responsable du renouveau de la nature et des bonnes récoltes et le « maître des moissons ». Neptune a peut-être hérité d'un trait d'un dieu marin libyphénicien.